# Ludwig Passini
Ludwig Johann Passini (ou Ludovico Passini), né le 9 juillet 1832 à Vienne et mort le 6 novembre 1903 à Venise, est un artiste peintre, aquarelliste et un graveur autrichien.

## Biographie
Ludwig Passini est né le 9 juillet 1832 à Vienne,. Fils du graveur Johann Passini, il a été élève de Leopold Kupelwieser, Ender et Joseph von Führich à l'Académie des beaux-arts de Vienne. Après un long voyage en Dalmatie, il s'installe en 1855 à Rome puis il se marie en 1864. Il séjourne quelques années à Berlin, voyage à nouveau à Rome puis s'établit en 1873 à Venise. Aquarelliste habile, il peint surtout des tableaux de genre.
Il est mort le 6 novembre 1903 à Venise.
Sa nièce est la plasticienne autrichienne Rita Passini.

## Œuvre

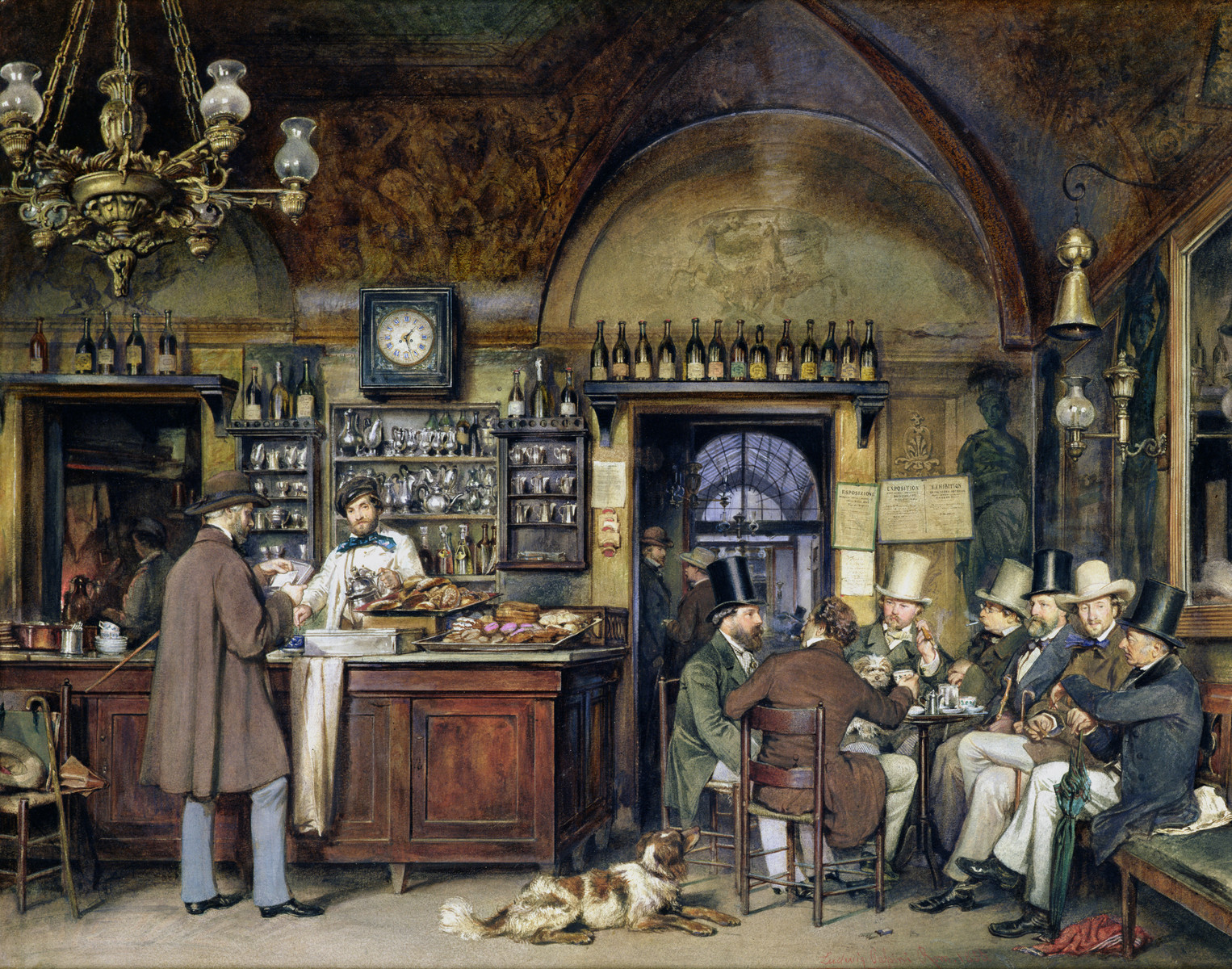
Artistes au Café Greco à Rome (1856) aquarelle, Kunsthalle de Hambourg.

- École de filles[1]
- Vêpres à Saint-Paul à Rome[1]
- Confession[1]
- Marchand de melons à Chioggia[1]